# Hupehsuchus
Hupehsuchus nanchangensis
Famille
Genre
Espèce
Hupehsuchus est un genre éteint de petits ichthyosaures. 

## Histoire
Il a été découvert dans la province du Hubei en Chine. Cet animal a vécu durant le Trias inférieur.

## Caractéristiques
Il mesurait environ 90 centimètres.
Il était similaire à son proche cousin, Nanchangosaurus, mais différait dans un certain nombre de façons. Par exemple, Hupehsuchus avait une armure plus lourde que Nanchangosaurus et ses épines dorsales étaient plus finement divisées, lui donnant un aspect de crocodile, contrairement à Nanchangosaurus.
En 2015, une étude publiée dans la revue Nature a démontré que Hupehsushus disposait probablement d'une mâchoire caractérisée par une volumineuse poche extensible, un peu à la manière d'un pélican.
En 2023, l'Université des Géosciences de Chine indique que selon l'examen d'un fossile, des traces de fanons étaient visibles, ce qui conduit à penser que l'animal se nourrissait comme un cétacé.